# Tivat
Tivat (cyr. Тиват, wł. Teodo) – miasto w Czarnogórze, siedziba gminy Tivat. W 2011 roku liczyło 9367 mieszkańców.
Leży w centralnej części Zatoki Kotorskiej, u podnóża masywu górskiego Vrmac. Przez miasto przebiega Magistrala Adriatycka, która przez Tunel Vrmac łączy miasto i port lotniczy Tivat z Kotorem.

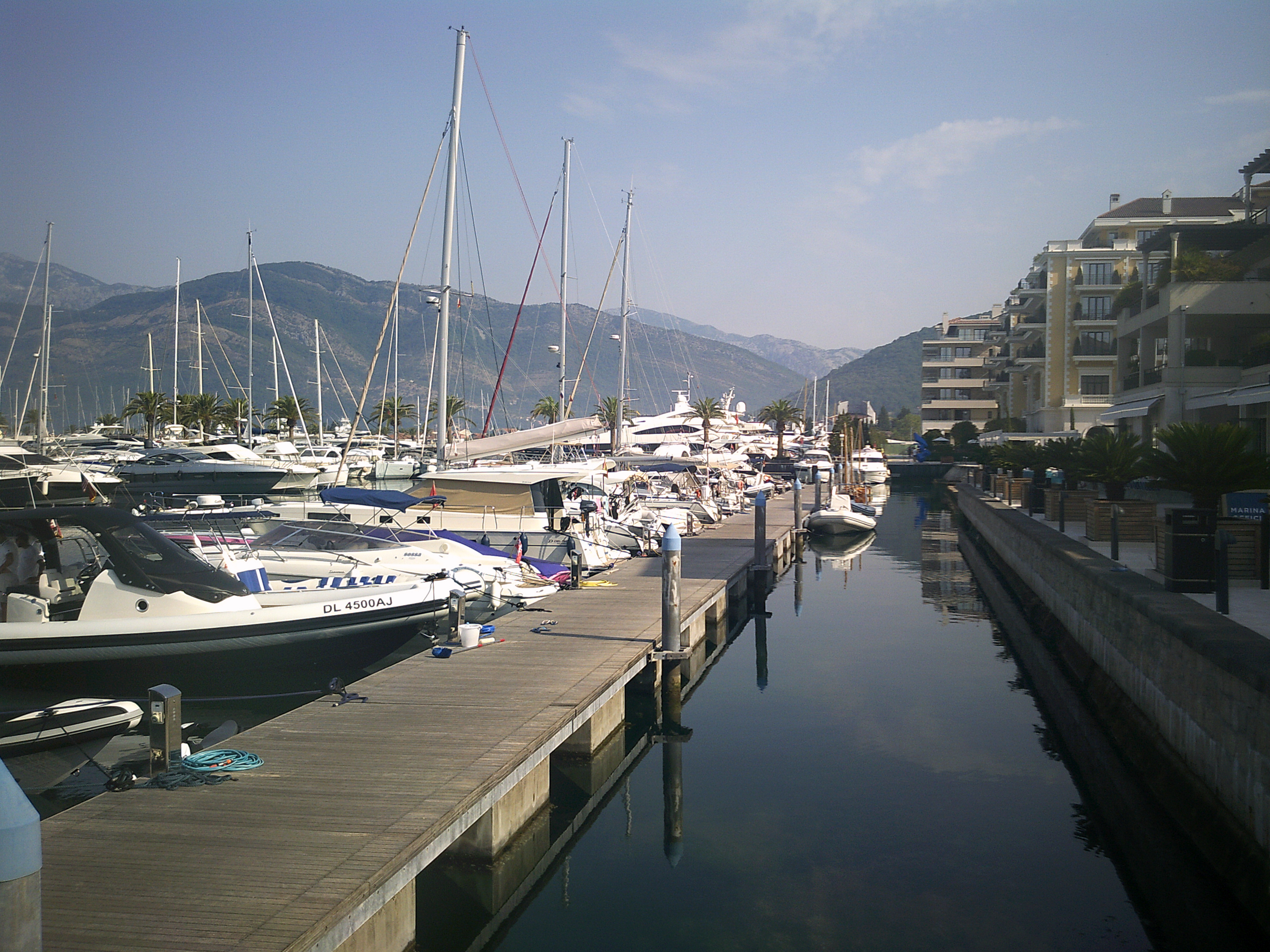
Porto Montenegro

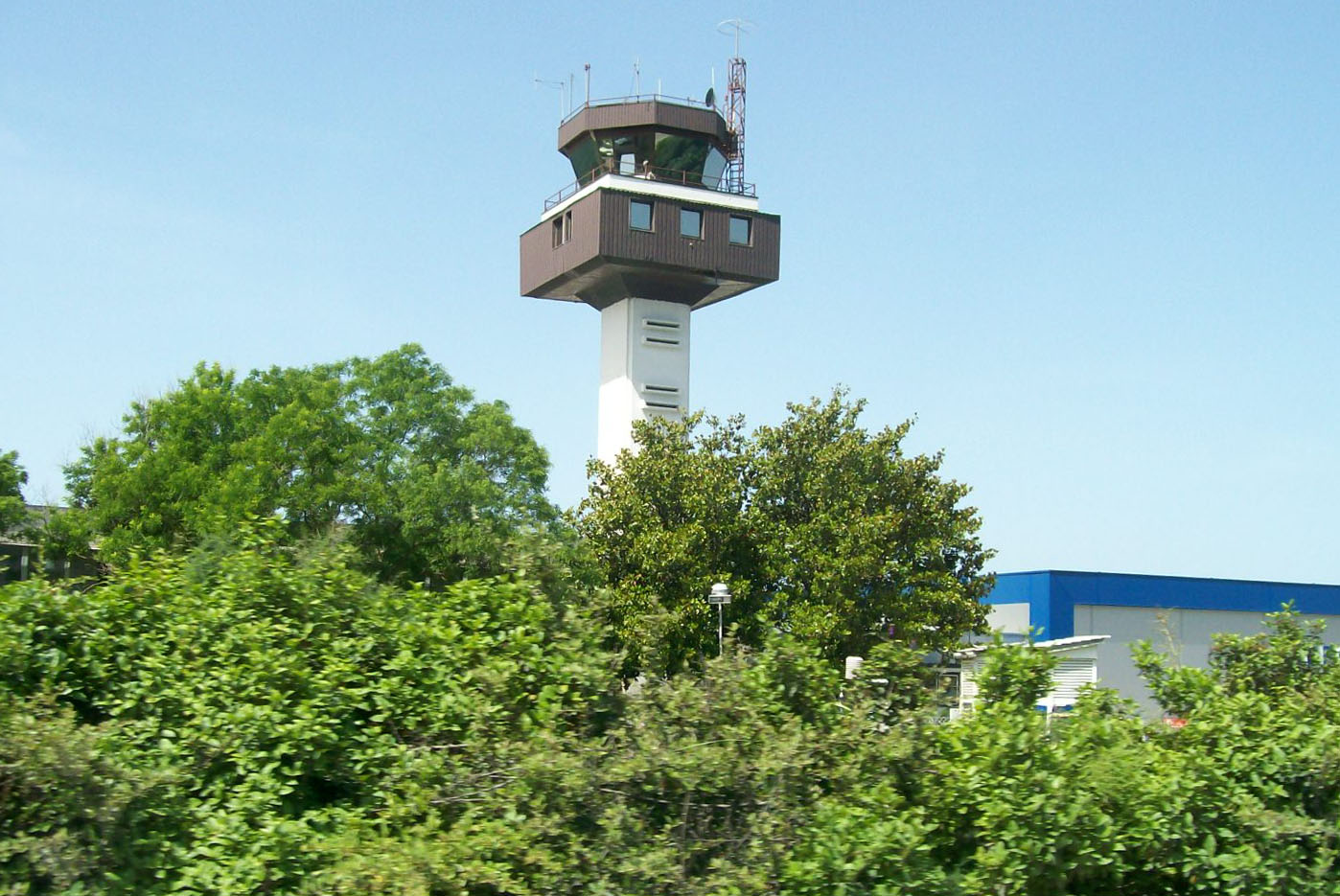
Wieża kontrolna na lotnisku

## Turystyka
Tivat leży w popularnym regionie turystycznym Czarnogóry, jakim jest Zatoka (Boka) Kotorska. Jest jednym z najważniejszych w Czarnogórze ośrodków turystyki wodnej: w mieście znajduje się port z zabytkowymi okrętami i nowoczesna marina dla jachtów – Porto Montenegro. W okolicy funkcjonuje port lotniczy Tivat.
Chociaż jest to najmłodsze miasto w regionie Zatoki Kotorskiej, Tivat posiada wiele atrakcji turystycznych. Renesansowy Dom Letni Buca w centrum miasta, Ostrvo Cvijeća (Wyspa Kwiatów) z zabytkami sakralnymi, wspaniała piaszczysta plaża w Plavi Horizonti i wyspa Sveti Marko należą do najczęściej odwiedzanych. W samym mieście znajduje się naturalny port: Gradska Marina Kalimanj. Ponadto Tivat szczyci się ogrodem botanicznym obsadzonym darami od żeglarzy, którzy przywieźli ze swoich podróży wiele egzotycznych gatunków drzew i roślin ozdobnych.

## Transport
Przez miasto przebiega droga europejska E 80, która łączy chorwacki Dubrownik przez przejście graniczne Pločice – Igalo do Podgoricy przez miasto Budva.
Trzy kilometry od miasta znajduje się port lotniczy, dzięki któremu mieszkańcy mogą dotrzeć drogą powietrzną m.in. do Moskwy. Prowadzone są stąd regularne loty do stolicy Serbii – Belgradu.
Planowana jest budowa mostu przez Zatokę Kotorską, który ma stać się częścią Magistrali Adriatyckiej. Most ma mieć 981 metrów długości.

## Sport
W mieście siedzibę ma kilka klubów sportowych. Wszystkie drużyny startują w drugich ligach w swoich dyscyplinach są to: drużyna piłkarska – Arsenal, koszykarska – KK Teodo Tivat, sekcja piłki ręcznej – RK Boka Tivat oraz drużyna piłki wodnej VK Tivat.

## Miasta partnerskie
- Civitavecchia, Włochy
- Sremski Karlovci, Serbia